# Dolná Strehová
Dolná Strehová este o comună slovacă, aflată în districtul Veľký Krtíš din regiunea Banská Bystrica. Localitatea se află la altitudinea de 239 m deasupra n.m., se întinde pe o suprafață de 21,13 km2 și în 2017 număra 1.054 de locuitori.

## Istoric
Localitatea Dolná Strehová este atestată documentar din 1251.

## Demografie
| An:                | 1994 | 2004   | 2014   | 2024   |
| ------------------ | ---- | ------ | ------ | ------ |
| Număr de persoane: | 1050 | 1017   | 1046   | 1007   |
| Diferență:         |      | −3,14% | +2,85% | −3,72% |

| An:                | 2023 | 2024   |
| ------------------ | ---- | ------ |
| Număr de persoane: | 995  | 1007   |
| Diferență:         |      | +1,20% |